# Галгатай
Галгата́й — улус в Курумканском районе Бурятии. Входит в сельское поселение «Барагхан».

## География
Расположен на правобережье Баргузина, на левом берегу речки Галгатай (впадает в 1,5 км южнее улуса в протоку Мургун реки  Баргузин), в 7 км к северо-востоку от центра сельского поселения, улуса Барагхан, по восточной стороне региональной автодороги Р438 «Баргузинский тракт». 

## Население
| 2002 | 2010 |
| ---- | ---- |
| 98   | ↘27  |